# Canoagem nos Jogos Olímpicos de Verão de 2012 - K-2 500 m feminino

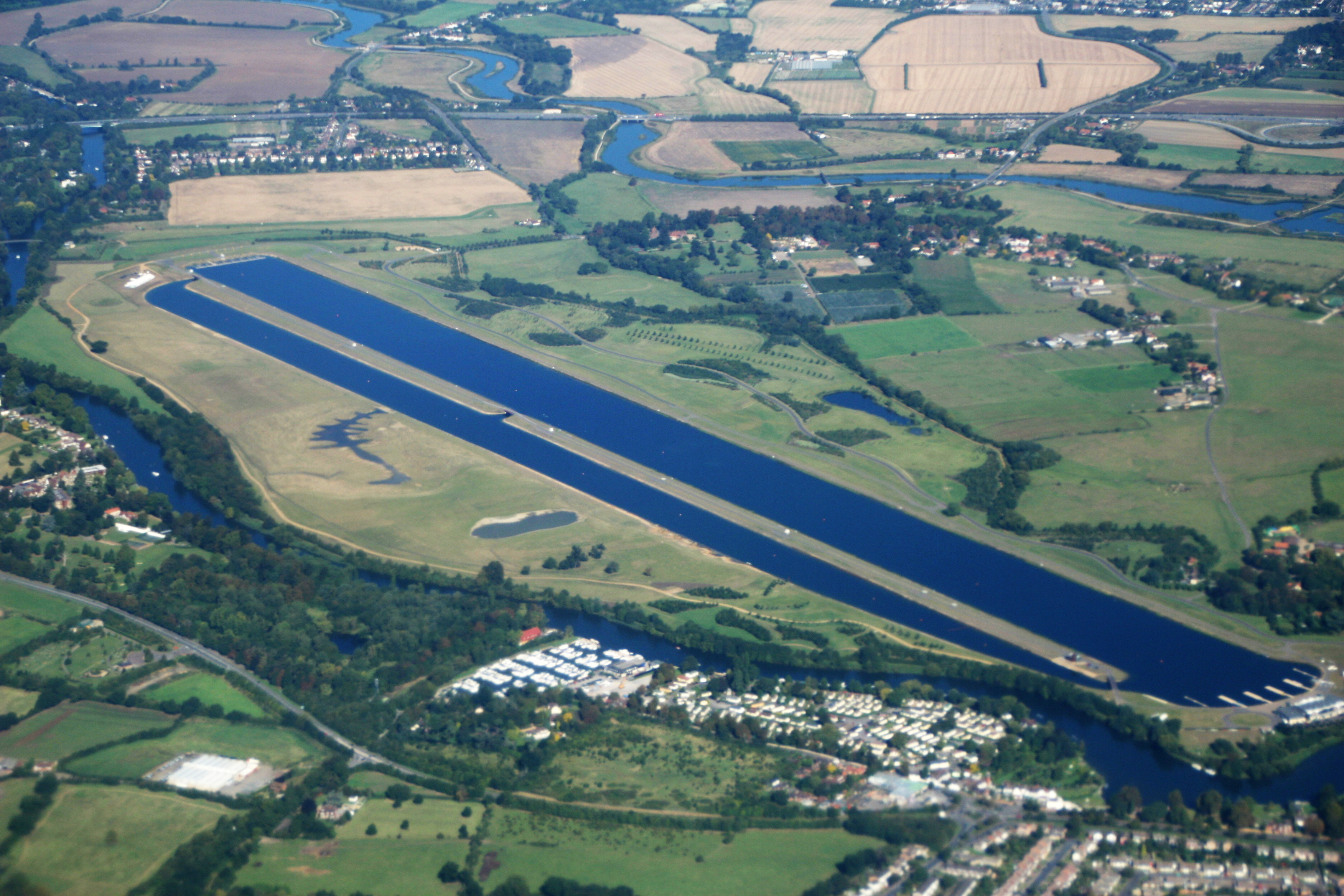
Dorney Lake é um lago construído exclusivamente para a prática de remo e canoagem, em Dorney, Buckinghamshire, na Inglaterra. Seu comprimento reto máximo é de 2.200 metros (7.200 pés) com 3,5 metros de profundidade (11 pés).

A competição do K-2 500 m feminino da canoagem nos Jogos Olímpicos de Verão de 2012 realizou-se nos dias 7 e 9 de agosto no Eton Dorney.

## Calendário
Horário local (UTC+1)
| Dia         | Horário | Fase          |
| ----------- | ------- | ------------- |
| 7 de agosto | 10:35   | Eliminatórias |
| 7 de agosto | 11:51   | Semifinal     |
| 9 de agosto | 10:35   | Final         |

## Medalhistas
| Ouro   | GER Franziska Weber e Tina Dietze       |
| Prata  | HUN Katalin Kovács e Nataša Dušev-Janić |
| Bronze | POL Karolina Naja e Beata Mikołajczyk   |

## Resultados

### Eliminatórias
As cinco melhores colocadas em cada bateria, mas a sexta melhor classificada avançam as semifinais.

#### Eliminatória 1
| Pos. | Nome                             | CON              | Tempo    | Notas |
| ---- | -------------------------------- | ---------------- | -------- | ----- |
| 1    | Josefin Nordlöw Karin Johansson  | SWE Suécia       | 1:44.437 | Q     |
| 2    | Natalia Lobova Vera Sobetova     | RUS Rússia       | 1:45.710 | Q     |
| 3    | Iuliana Paleu Irina Lauric       | ROU Romênia      | 1:46.001 | Q     |
| 4    | Naomi Flood Lyndsie Fogarty      | AUS Austrália    | 1:46.554 | Q     |
| 5    | Abigail Edmonds Louisa Sawers    | GBR Grã-Bretanha | 1:46.564 | Q     |
| 6    | Yulitza Meneses Dayexi Gandarela | CUB Cuba         | 1:46.587 | q     |

#### Eliminatória 2
| Pos. | Nome                               | CON              | Tempo    | Notas |
| ---- | ---------------------------------- | ---------------- | -------- | ----- |
| 1    | Wu Yanan Zhou Yu                   | CHN China        | 1:43.448 | Q     |
| 2    | Franziska Weber Tina Dietze        | GER Alemanha     | 1:44.195 | Q     |
| 3    | Nikolina Moldovan Olivera Moldovan | SRB Sérvia       | 1:44.335 | Q     |
| 4    | Volha Khudzenka Maryna Pautaran    | BLR Bielorrússia | 1:44.568 | Q     |
| 5    | Ivana Kmeťová Martina Kohlová      | SVK Eslováquia   | 1:45.073 | Q     |
| 6    | Shinobu Kitamoto Asumi Ohmura      | JPN Japão        | 1:47.323 |       |

#### Eliminatória 3
| Pos. | Nome                              | CON               | Tempo    | Notas |
| ---- | --------------------------------- | ----------------- | -------- | ----- |
| 1    | Katalin Kovács Nataša Dušev-Janić | HUN Hungria       | 1:43.984 | Q     |
| 2    | Joana Vasconcelos Beatriz Gomes   | POR Portugal      | 1:44.660 | Q     |
| 3    | Lisa Carrington Erin Taylor       | NZL Nova Zelândia | 1:44.870 | Q     |
| 4    | Yvonne Schuring Viktoria Schwarz  | AUT Áustria       | 1:46.374 | Q     |
| 5    | Karolina Naja Beata Mikołajczyk   | POL Polônia       | 1:48.271 | Q     |

### Semifinais
As quatro melhores em cada semifinal avançam para a final A, enquanto que as demais classificadas avançam para a final B.

#### Semifinal 1
| Pos. | Nome                              | CON               | Tempo    | Notas |
| ---- | --------------------------------- | ----------------- | -------- | ----- |
| 1    | Franziska Weber Tina Dietze       | GER Alemanha      | 1:41.543 | Q     |
| 2    | Katalin Kovács Nataša Dušev-Janić | HUN Hungria       | 1:41.613 | Q     |
| 3    | Karolina Naja Beata Mikołajczyk   | POL Polônia       | 1:41.873 | Q     |
| 4    | Lisa Carrington Erin Taylor       | NZL Nova Zelândia | 1:42.764 | Q     |
| 5    | Volha Khudzenka Maryna Pautaran   | BLR Bielorrússia  | 1:43.152 |       |
| 6    | Josefin Nordlöw Karin Johansson   | SWE Suécia        | 1:44.025 |       |
| 7    | Abigail Edmonds Louisa Sawers     | GBR Grã-Bretanha  | 1:46.025 |       |
| 8    | Iuliana Paleu Irina Lauric        | ROU Romênia       | 1:49.216 |       |

#### Semifinal 2
| Pos. | Nome                               | CON            | Tempo    | Notas |
| ---- | ---------------------------------- | -------------- | -------- | ----- |
| 1    | Wu Yanan Zhou Yu                   | CHN China      | 1:41.863 | Q     |
| 2    | Yvonne Schuring Viktoria Schwarz   | AUT Áustria    | 1:42.317 | Q     |
| 3    | Joana Vasconcelos Beatriz Gomes    | POR Portugal   | 1:43.305 | Q     |
| 4    | Nikolina Moldovan Olivera Moldovan | SRB Sérvia     | 1:43.586 | Q     |
| 5    | Ivana Kmeťová Martina Kohlová      | SVK Eslováquia | 1:43.653 |       |
| 6    | Natalia Lobova Vera Sobetova       | RUS Rússia     | 1:44.660 |       |
| 7    | Naomi Flood Lyndsie Fogarty        | AUS Austrália  | 1:45.372 |       |
| 8    | Yulitza Meneses Dayexi Gandarela   | CUB Cuba       | 1:51.428 |       |

### Finais

#### Final B
| Pos. | Nome                             | CON              | Tempo    | Notas |
| ---- | -------------------------------- | ---------------- | -------- | ----- |
| 1    | Volha Khudzenka Maryna Pautaran  | BLR Bielorrússia | 1:44.407 |       |
| 2    | Josefin Nordlöw Karin Johansson  | SWE Suécia       | 1:45.367 |       |
| 3    | Abigail Edmonds Louisa Sawers    | GBR Grã-Bretanha | 1:46.341 |       |
| 4    | Naomi Flood Lyndsie Fogarty      | AUS Austrália    | 1:47.650 |       |
| 5    | Ivana Kmeťová Martina Kohlová    | SVK Eslováquia   | 1:47.683 |       |
| 6    | Yulitza Meneses Dayexi Gandarela | CUB Cuba         | 1:50.124 |       |
| 7    | Natalia Lobova Vera Sobetova     | RUS Rússia       | 1:52.277 |       |
| 8    | Iuliana Paleu Irina Lauric       | ROU Romênia      | 1:52.468 |       |

#### Final A
| Pos.              | Nome                               | CON               | Tempo    | Notas |
| ----------------- | ---------------------------------- | ----------------- | -------- | ----- |
| Medalha de ouro   | Franziska Weber Tina Dietze        | GER Alemanha      | 1:42.213 |       |
| Medalha de prata  | Katalin Kovács Nataša Dušev-Janić  | HUN Hungria       | 1:43.278 |       |
| Medalha de bronze | Karolina Naja Beata Mikołajczyk    | POL Polônia       | 1:44.000 |       |
| 4                 | Wu Yanan Zhou Yu                   | CHN China         | 1:44.136 |       |
| 5                 | Yvonne Schuring Viktoria Schwarz   | AUT Áustria       | 1:44.785 |       |
| 6                 | Joana Vasconcelos Beatriz Gomes    | POR Portugal      | 1:44.924 |       |
| 7                 | Lisa Carrington Erin Taylor        | NZL Nova Zelândia | 1:46.290 |       |
| 8                 | Nikolina Moldovan Olivera Moldovan | SRB Sérvia        | 1:48.941 |       |